# Irvino English
"Irvino English" (Kingston, 23 de outubro de 1977 - Kingston, 27 de fevereiro de 2020) foi um futebolista jamaicano que atuava como meio-campo.

## Carreira
English passou toda a sua carreira no clube Waterhouse, jogando por eles entre 1999 e 2011.

### Seleção jamaicana
O inglês fez sete jogos pela seleção jamaicana entre 1999 e 2002,  que incluiu uma partida de qualificação para a Copa do Mundo da FIFA.

### Pós-carreira
Após a aposentadoria iniciou um carreira de treinador de futebol juntamente com David Lalor na Wolmer's Boys 'School.

## Morte
Foi assassinado por um homem armado em 2020, recebeu várias balas na parte superior do corpo e foi declarado morto no Hospital Público de Kingston. Sua morte foi lamentada pela federação jamaicana de futebol. 